# Dave DeBusschere
David Albert DeBusschere (Detroit, 16 oktober 1940 - New York, 14 mei 2003) was een Amerikaans basketballer, honkballer en basketbalcoach.

## Carrière
DeBusschere speelde van 1959 tot 1962 collegebasketbal voor de Detroit Mercy Titans. In de NBA draft van 1962 werd hij gekozen als territorial pick door de Detroit Pistons. Hij speelde bij de Pistons van 1962 tot 1968 en was gedurende een tijdje speler-coach. In 1962/63 speelde hij ook als profhonkballer voor de Chicago White Sox. In 1968 werd hij geruild naar de New York Knicks voor Walt Bellamy en Howard Komives. Hij speelde de rest van zijn carrière voor de Knicks en werd met hen kampioen in 1970 en 1973.
Na zijn carrière was hij nog actief bij de New York Nets en New York Knicks in het management. Hij werd later opgenomen in de Basketball Hall of Fame, NBA's 50th Anniversary All-Time Team en NBA 75th Anniversary Team.

## Erelijst
- NBA-kampioen: 1970, 1973
- NBA All-Star: 1966, 1967, 1968, 1970, 1971, 1972, 1973, 1974
- NBA All-Defensive First Team: 1969, 1970, 1971, 1972, 1973, 1974
- All-NBA Second Team: 1969
- NBA All-Rookie First Team: 1963
- NBA's 50th Anniversary All-Time Team
- NBA 75th Anniversary Team
- Nummer 22 teruggetrokken door de New York Knicks
- Nummer 22 teruggetrokken door de Detroit Mercy Titans
- Basketball Hall of Fame: 1983
- College Basketball Hall of Fame: 2006

## Statistieken

### Regulier seizoen
| Seizoen      | Team            | WG  | WS | MPW  | 2P%  | 3P% | FW%  | RPW  | APW | SPW | BPW | PPW  |
| ------------ | --------------- | --- | -- | ---- | ---- | --- | ---- | ---- | --- | --- | --- | ---- |
| 1962/63      | Detroit Pistons | 80  | —  | 29,4 | 43,0 | —   | 71,8 | 8,7  | 2,6 | —   | —   | 12,7 |
| 1963/64      | Detroit Pistons | 15  | —  | 20,3 | 39,1 | —   | 58,1 | 7,0  | 1,5 | —   | —   | 8,6  |
| 1964/65      | Detroit Pistons | 79  | —  | 35,1 | 42,5 | —   | 70,0 | 11,1 | 3,2 | —   | —   | 16,7 |
| 1965/66      | Detroit Pistons | 79  | —  | 34,1 | 40,8 | —   | 65,9 | 11,6 | 2,6 | —   | —   | 16,4 |
| 1966/67      | Detroit Pistons | 78  | —  | 37,1 | 41,5 | —   | 70,5 | 11,8 | 2,8 | —   | —   | 18,2 |
| 1967/68      | Detroit Pistons | 80  | —  | 39,1 | 44,2 | —   | 66,4 | 13,5 | 2,3 | —   | —   | 17,9 |
| 1968/69      | Detroit Pistons | 29  | —  | 37,7 | 44,7 | —   | 72,3 | 12,2 | 2,2 | —   | —   | 16,3 |
| 1968/69      | New York Knicks | 47  | —  | 39,4 | 44,2 | —   | 68,2 | 11,4 | 2,7 | —   | —   | 16,4 |
| 1969/70      | New York Knicks | 79  | —  | 33,3 | 45,1 | —   | 68,8 | 10,0 | 2,5 | —   | —   | 14,6 |
| 1970/71      | New York Knicks | 81  | —  | 35,7 | 42,1 | —   | 69,6 | 11,1 | 2,7 | —   | —   | 15,6 |
| 1971/72      | New York Knicks | 80  | —  | 38,4 | 42,7 | —   | 72,8 | 11,3 | 3,6 | —   | —   | 15,4 |
| 1972/73      | New York Knicks | 77  | —  | 36,7 | 43,5 | —   | 74,6 | 10,2 | 3,4 | —   | —   | 16,3 |
| 1973/74      | New York Knicks | 71  | —  | 38,0 | 46,1 | —   | 75,6 | 10,7 | 3,6 | 0,9 | 0,5 | 18,1 |
| Carrière     | Carrière        | 875 | —  | 35,7 | 43,2 | —   | 69,9 | 11,0 | 2,9 | 0,9 | 0,5 | 16,1 |
| NBA All-Star | NBA All-Star    | 8   | 1  | 20,9 | 45,7 | —   | 75,0 | 6,4  | 1,4 | 0,1 | 0,0 | 9,6  |

### Play-offs
| Seizoen  | Team            | WG | WS | MPW  | 2P%  | 3P% | FW%  | RPW  | APW | SPW | BPW | PPW  |
| -------- | --------------- | -- | -- | ---- | ---- | --- | ---- | ---- | --- | --- | --- | ---- |
| 1962/63  | Detroit Pistons | 4  | —  | 39,8 | 42,4 | —   | 68,2 | 15,8 | 1,5 | —   | —   | 20,0 |
| 1967/68  | Detroit Pistons | 6  | —  | 43,8 | 42,5 | —   | 57,8 | 16,2 | 2,2 | —   | —   | 19,3 |
| 1968/69  | New York Knicks | 10 | —  | 41,9 | 35,1 | —   | 82,0 | 14,8 | 3,3 | —   | —   | 16,3 |
| 1969/70  | New York Knicks | 19 | —  | 36,9 | 42,1 | —   | 66,2 | 11,6 | 2,4 | —   | —   | 16,1 |
| 1970/71  | New York Knicks | 12 | —  | 40,7 | 41,6 | —   | 65,9 | 13,0 | 1,8 | —   | —   | 16,4 |
| 1971/72  | New York Knicks | 16 | —  | 38,5 | 45,0 | —   | 75,0 | 12,1 | 2,3 | —   | —   | 16,6 |
| 1972/73  | New York Knicks | 17 | —  | 37,1 | 44,2 | —   | 77,5 | 10,5 | 3,4 | —   | —   | 15,6 |
| 1973/74  | New York Knicks | 12 | —  | 33,7 | 38,0 | —   | 62,1 | 8,3  | 3,2 | 0,6 | 0,3 | 12,0 |
| Carrière | Carrière        | 96 | —  | 38,4 | 41,6 | —   | 69,8 | 12,0 | 2,6 | 0,6 | 0,3 | 16,0 |

6 Riordan · 
9 Stallworth · 
10 Frazier · 
12 Barnett · 
16 Warren · 
17 Bowman · 
18 Jackson · 
19 Reed · 
20 Hosket · 
22 DeBusschere · 
24 Bradley · 
33 Russell · 
Coach Holzman
7 Meminger · 
10 Frazier · 
12 Barnett · 
15 Monroe · 
17 Bibby · 
18 Jackson · 
19 Reed · 
22 DeBusschere · 
24 Bradley · 
32 Lucas · 
40 Gianelli · 
43 Wingo · 
Coach Holzman